# Hubertus Brandenburg
Pour les articles homonymes, voir Brandenburg (homonymie).
Hubertus Brandenburg, né le 17 novembre 1923 à Osnabrück et mort le 4 novembre 2009 dans la même ville, est un ecclésiastique allemand qui fut évêque catholique de Stockholm.
Il était surtout connu comme « un homme d'équilibre et de dialogue » et comme une « personnalité exceptionnelle de l'Église en Suède et en Europe du Nord ».

## Biographie
Hubertus Brandebourg est né à Osnabrück, en Allemagne, en 1923. Après ses études au lycée Carolinum à Osnabrück, il a été enrôlé dans l'armée. Après la guerre, il étudie le droit et l'économie pour ensuite entrer à la faculté de théologie catholique de Münster. Ordonné prêtre le 20 décembre 1952, il est aumônier à Hambourg entre 1955-1958. Il obtient un doctorat à Rome.
En 1967, il fut nommé chanoine, puis directeur des finances diocésaines d'Osnabrück.
Le 12 décembre 1974, il est nommé par Paul VI évêque titulaire de Strathernia (de) et évêque auxiliaire d'Osnabrück. Il a été consacré par Helmut Hermann Wittler (de) le 26 janvier 1975.
Le 21 novembre 1977, il est nommé évêque du diocèse de Stockholm. Il a été vice-président de la Conférence épiscopale de Scandinavie.
Après sa démission, il a d'abord vécu à Helsingborg, avant de retourner à sa ville natale d'Osnabrück.
Hubertus Brandenburg est mort d'une longue maladie à 85 ans. Il est enterré dans la cathédrale d'Osnabrück.

## Succession apostolique
Hubertus Brandenburg a ordonné les évêques suivants :
- Évêque William Kenney (de), C.P. (1987)
- Cardinal Anders Arborelius, O.C.D. (1998)